# Heinrich Bruppacher (Philologe)

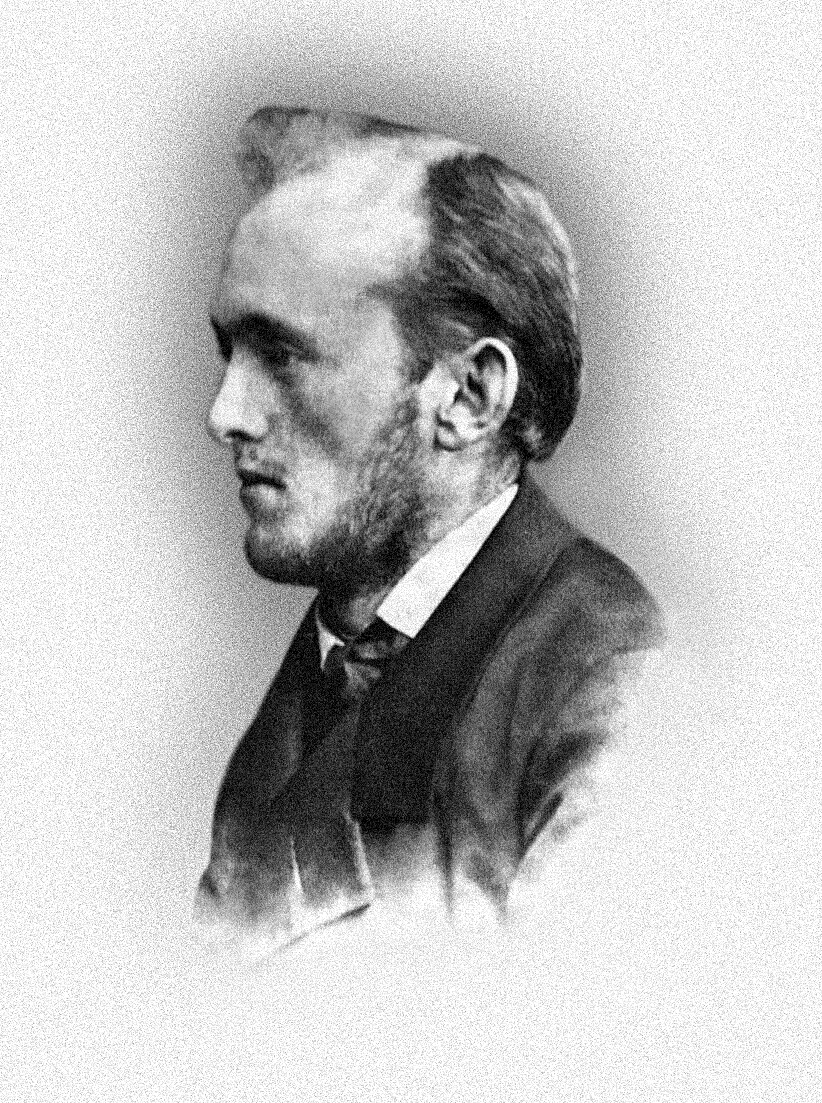
Heinrich Bruppacher
in jüngeren Jahren

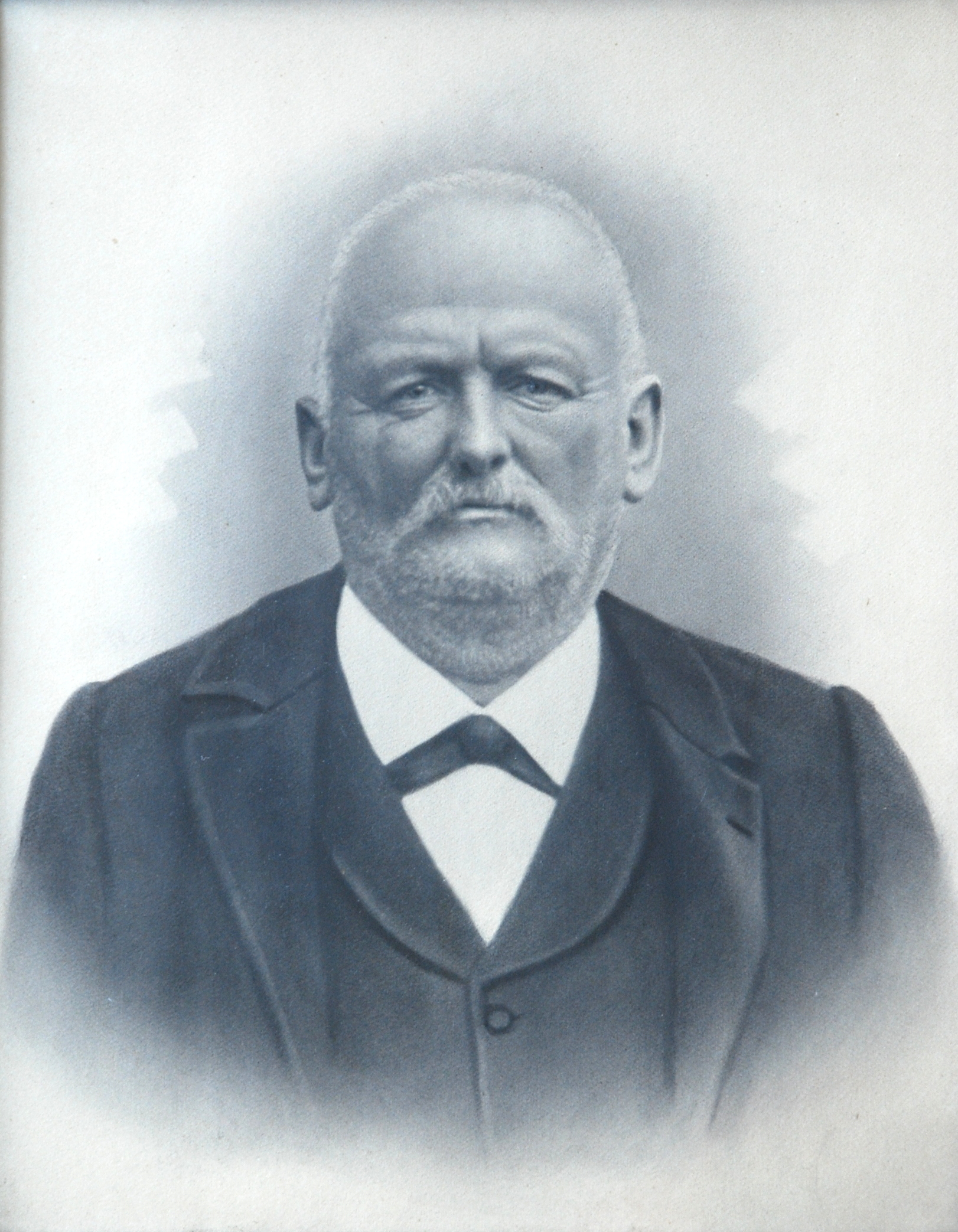
Heinrich Bruppacher
in späteren Jahren

Heinrich Bruppacher (* 30. März 1845 in Zollikon; † 29. Mai 1906 ebd.) war ein Schweizer Altphilologe, Germanist und Volkskundler, der während rund vier Jahrzehnten in verschiedenen Funktionen für das Schweizerische Idiotikon wirkte. Bedeutend war er überdies für sein Heimatdorf Zollikon, über das er zusammen mit Alexander Nüesch eine umfassende kulturgeschichtliche Ortschronik schrieb.

## Leben

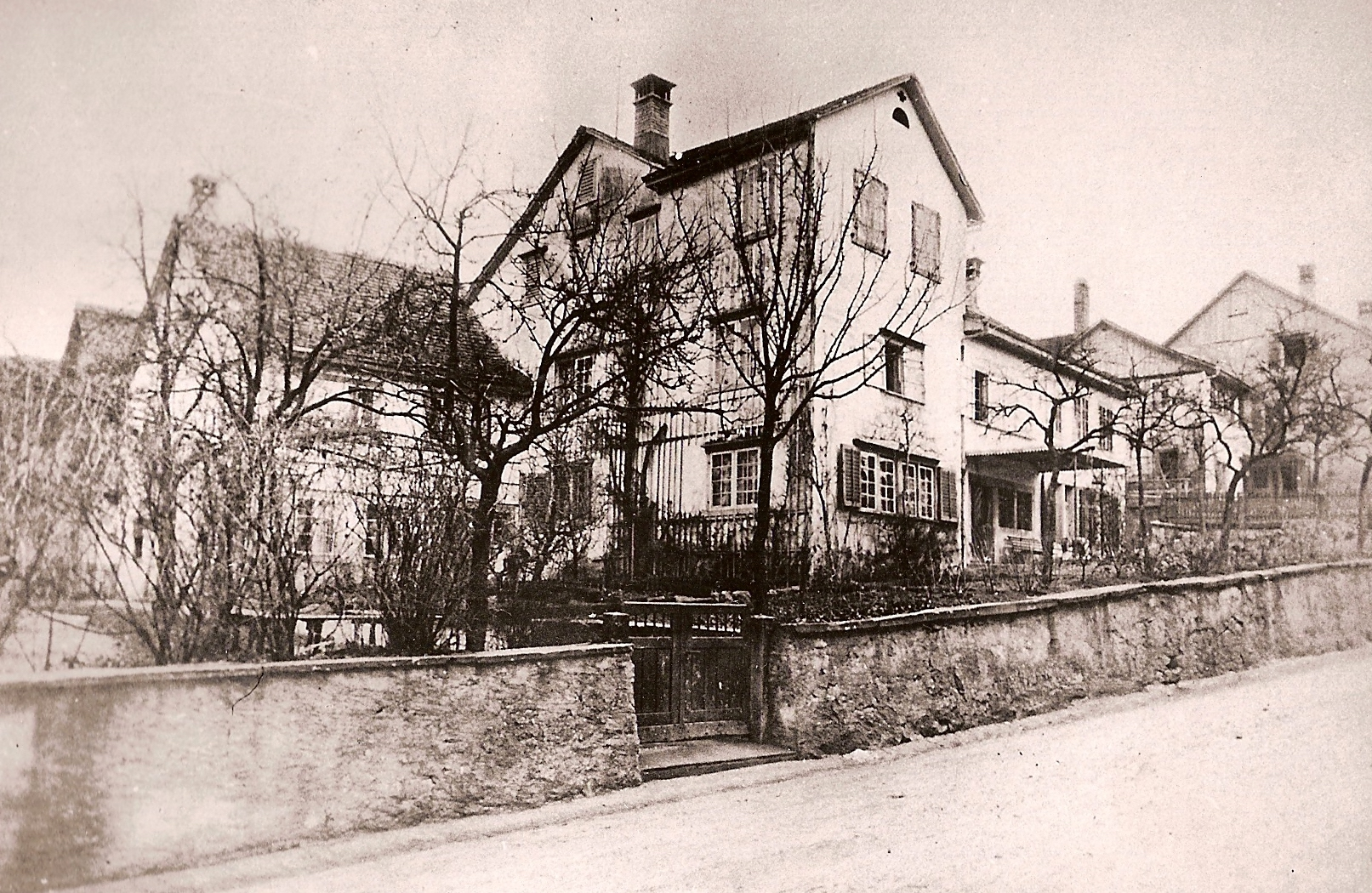
Der «Obristenhof» 1914

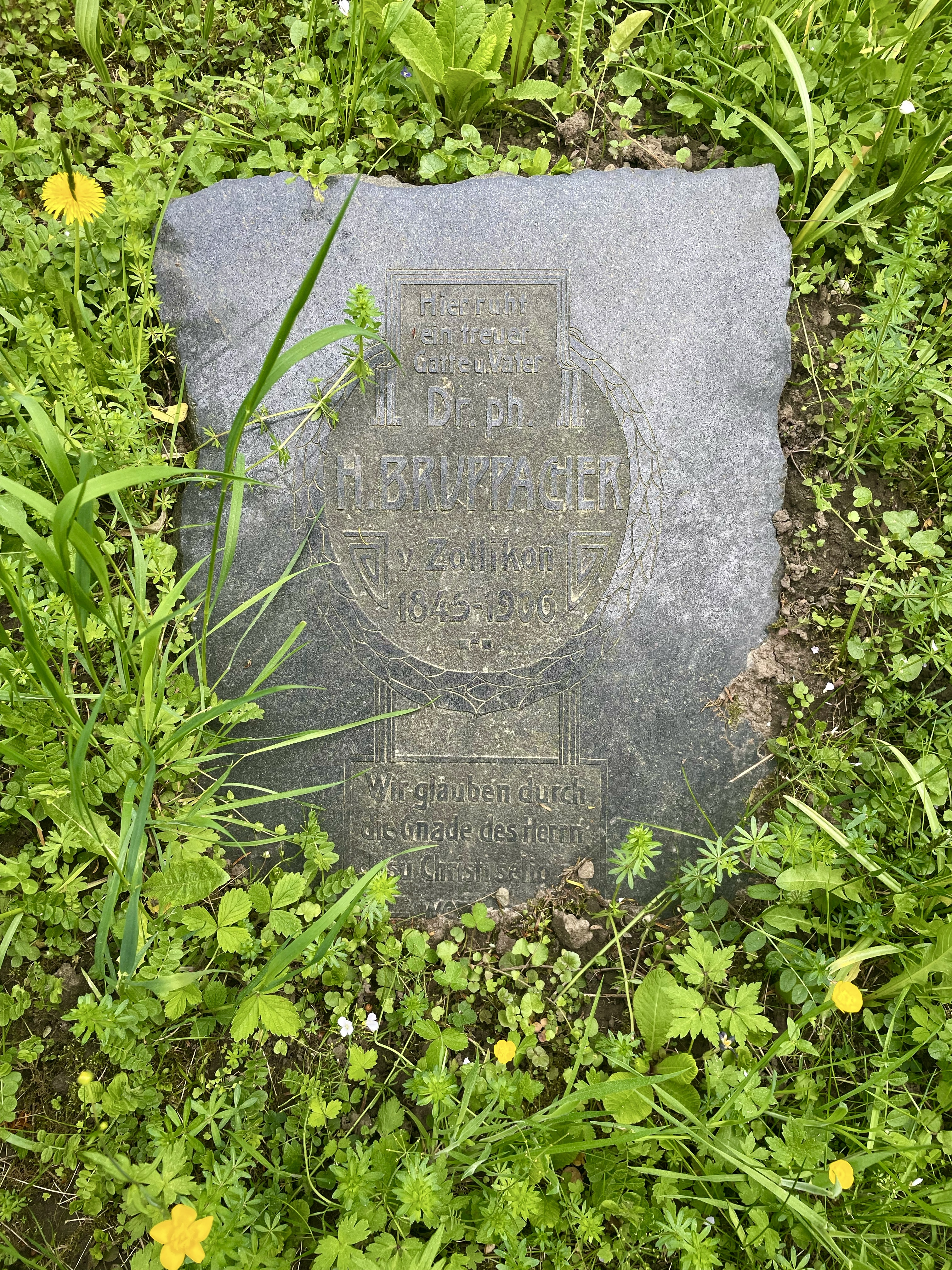
Bruppachers Grabstein auf dem Zolliker Friedhof

Bruppacher kam als ältestes Kind des Zolliker Bauern Heinrich Bruppacher und seiner Frau Anna, geborener Ernst, zur Welt. Die Primarschule besuchte er in Zollikon, die Sekundarschule in Neumünster (heute zu Zürich) und das Gymnasium in der Stadt Zürich. Nach der 1864 bestandenen Matura studierte er an der Universität Zürich klassische Philologie und Germanistik. 1869 promovierte Bruppacher mit einer Schrift über das Oskische, eine in vorchristlicher Zeit in der südlichen Hälfte Italiens gesprochene italische Sprache.
Als Friedrich Staub, der Begründer des Schweizerischen Idiotikons, 1862 seinen Aufruf für ein schweizerdeutsches Wörterbuch publizierte, entschloss sich der Gymnasiast Bruppacher sogleich, mitzumachen. 1868 hiess es im Jahresbericht des Wörterbuchs, seine Beiträge «zeug[t]en von feiner Beobachtungsgabe, namentlich auf dem Felde der Phonetik. Obwohl aus der Nachbarschaft der Stadt schöpfend, bringt er manche Rarität unter Obdach, von deren Vorhandensein wir keine Ahnung hatten.» Tatsächlich gehen fast alle Belege im gedruckten Werk, welche mit der Sigle «ZZoll.» (für «Kanton Zürich, Zollikon») verortet sind, auf Bruppacher zurück, wie es in Hermann Blattners Nachruf heisst.
Nach der Universität bekam Bruppacher mehrmals eine Stelle als Hauslehrer angeboten, schickte aber jeweils Freunde vor, da er nicht «Toilette machen» wollte, wie er es ausdrückte, also sein ländliches Wesen nicht durch ein städtisches Verhalten abzutauschen gedachte. 1874/1875 wirkte er an einem Knabeninstitut in Kornthal bei Stuttgart, doch das Heimweh veranlasste ihn zur Rückkehr nach Zürich, worauf ihn Staub für ein Jahr am Schweizerischen Idiotikon unterbrachte.
Während längerer Zeit arbeitete Bruppacher anschliessend als Privatgelehrter und gab überdies Gymnasiasten Nachhilfe in alten Sprachen. Gleichzeitig schrieb er zu Handen des Materialkorpus des Schweizerischen Idiotikons ältere Schweizer Literatur aus. 1879 war er kurze Zeit Mitglied der Redaktionskommission des Wörterbuchs. 1887/1888 arbeitete er als Hilfslehrer an der Zürcher Kantonsschule und von 1888 bis 1894 als Lehrer für Latein und Griechisch am neu gegründeten Freien Gymnasium. Parallel dazu hatte er eine beträchtliche Schar Privatschüler (allein 1887 waren es 117), und von 1886 bis 1890 war er zusätzlich als Redaktor am Schweizerischen Idiotikon angestellt. Daneben trieb er weiterhin historische und sprachliche Studien. Endgültig an das Idiotikon wechselte er 1894, wo er nach Friedrich Staub, Ludwig Tobler und Rudolf Schoch der vierte Redaktor war, der auf dem Titelblatt des Werks namentlich aufgeführt wurde – allerdings erst ab dem dritten Band, obwohl Staub ihm den Titel «Redaktor» schon 1887 zuerkannt hat.
1888 heiratete er als Mittvierziger die 23 Jahre jüngere Maria Maurer, und gemeinsam zogen sie sieben Kinder gross. Die Familie wohnte im Zolliker Oberdorf im 1528 erbauten «Obristenhof», den Bruppacher vier Jahre nach seiner Heirat erworben hatte. Drei Söhne wurden Pfarrer: Heinrich jun. (1890–1959) wirkte in Matt und in Langnau am Albis; Hans (1891–1978) amtete in Mühlehorn, Buchs und Töss und war Kirchenrat der Evangelisch-reformierten Landeskirche des Kantons Zürich; und Theophil (1897–1986) wirkte in Tschiertschen, St. Peter, Wil und Winterthur-Wülflingen.
Bruppacher starb nach kurzem, aber schwerem Leiden an einer durch Zuckerkrankheit hervorgerufenen Herzlähmung im Alter von 61 Jahren. Sein Nachfolger am Schweizerischen Idiotikon wurde Johann Ulrich Hubschmied.

## Schaffen

### «Schweizerisches Idiotikon»
In den Nachrufen heisst es, Bruppacher habe viel für das Schweizerische Idiotikon geleistet. Er selbst brachte sein urchiges Zürichdeutsch (in der Variante der Seemundart) und sein breites Wissen in die Wörterbucharbeit ein. Neben dem Verfassen von Wortartikeln zog er zum Zweck der Vermehrung der Wörterbuchquellen unentwegt Manuskripte sowie sprachliche, geschichtliche, kulturhistorische und religiöse Literatur aus verschiedenen Jahrhunderten aus, auf die er in der Stadtbibliothek und im Staatsarchiv zugreifen konnte. 1876/1877 erhielt er für jeden ausgeschriebenen Beleg, der schon von Friedrich Staub angestrichen worden war, 2 Rappen, und für solche, die er selbst exzerpiert hatte, verlangte er 3 Rappen. Als Verfasser von Wörterbuchartikeln kam ihm sein grosses philologisches Gespür zugute; besonders interessierten ihn die Bereiche Sachkultur, Brauchtum, Volkskunde, bäuerliches Tagewerk, Handwerk und das ländliche Denken, Reden und Handeln. Ein typischer Idiotikon-Artikel von Bruppacher ist derjenige über das Brot – ein Artikel, in dem die volkskundliche und kulturgeschichtliche Bedeutung des Brotes erschöpfend abgehandelt wird. Als volksnah denkender Mensch war ihm aber auch bewusst, dass das Schweizerische Idiotikon zu komplex ist, um wirklich volkstümlich zu sein, weshalb er 1906 in der Zürcher Wochen-Chronik schrieb:

«Freilich, ein populäres Buch ist es [das Schweizerische Idiotikon], schon wegen seines Umfanges, nicht. Es wird aber nach seiner Vollendung bald die Zeit kommen, wo aus den vielen Bänden desselben ein Auszug in einem oder zwei Bänden gemacht werden wird. Wird derselbe von kundiger Hand ausgeführt, so wird dann auch das Volk einen gedrängten und übersichtlichen Spiegel seines ganzen Sprach- und Kulturlebens besitzen.»

An dieser Vision hält die Redaktion des Schweizerischen Idiotikons bis heute fest.

### «Das alte Zollikon»
Auch in der Chronik über das alte Zollikon, die Bruppacher und der Zolliker Pfarrer Alexander Nüesch verfassten und 1899 dem Druck übergaben, nahm die Kulturgeschichte einen zentralen Platz ein. Bruppacher selbst betrachtete die Zolliker Chronik als sein eigentliches Lebenswerk; dort konnte er viel freier schalten und walten als in seinen Artikeln im Schweizerischen Idiotikon, wo er sich nur mit grossen Widerständen in die straffe Methodik einfügte. In der Besprechung, welche die Neue Zürcher Zeitung am 28. März 1899 abdruckte, wurde das Buch fast durchwegs gelobt: Die Arbeit sei originell, orientiere sich nicht am üblichen Schema der damals in grosser Zahl erscheinenden Ortschroniken und umgehe damit die Fehler, die für Publikationen dieser Art typisch seien. Besonders positiv wird die kulturgeschichtliche Ausrichtung des Buches gewürdigt und dass es als eine Art Urkundenbuch für Zollikon fungiere, womit es nicht nur den Lokalhistoriker anspreche; überdies vermittle es auch wirtschaftsgeschichtliche Aufschlüsse. Die Kapitel, die Bruppacher geschrieben hatte – über den Wald, die Orts- und Flurnamen, die Personennamen und Geschlechter, die Hausmarken, die Landwirtschaft und das Gewerbe, die Brunnen usw. –, verrieten ein «feines Gefühl und tiefes Verständnis für des Volkes Sinn und Art in der Vergangenheit». Trotz seiner starken Wissenschaftlichkeit sei das Buch «nichts weniger als unvolkstümlich». Zuletzt meinte der Rezensent:

«Wir müssen gestehen, daß wir nicht gerade ein Werk dieser Art gelesen haben, welches so mannigfaltige Aufschlüsse über Volksleben und Volkscharakter, über Brauch und Sitte jener Vergangenheit, kurz gesagt so viele Beiträge zu unserer Volkskunde bietet wie dieses. Wir gratulieren den Verfassern zu ihrer erfreulichen Leistung und der Gemeinde zu diesem schönen Besitz, auf den sie stolz sein darf.»

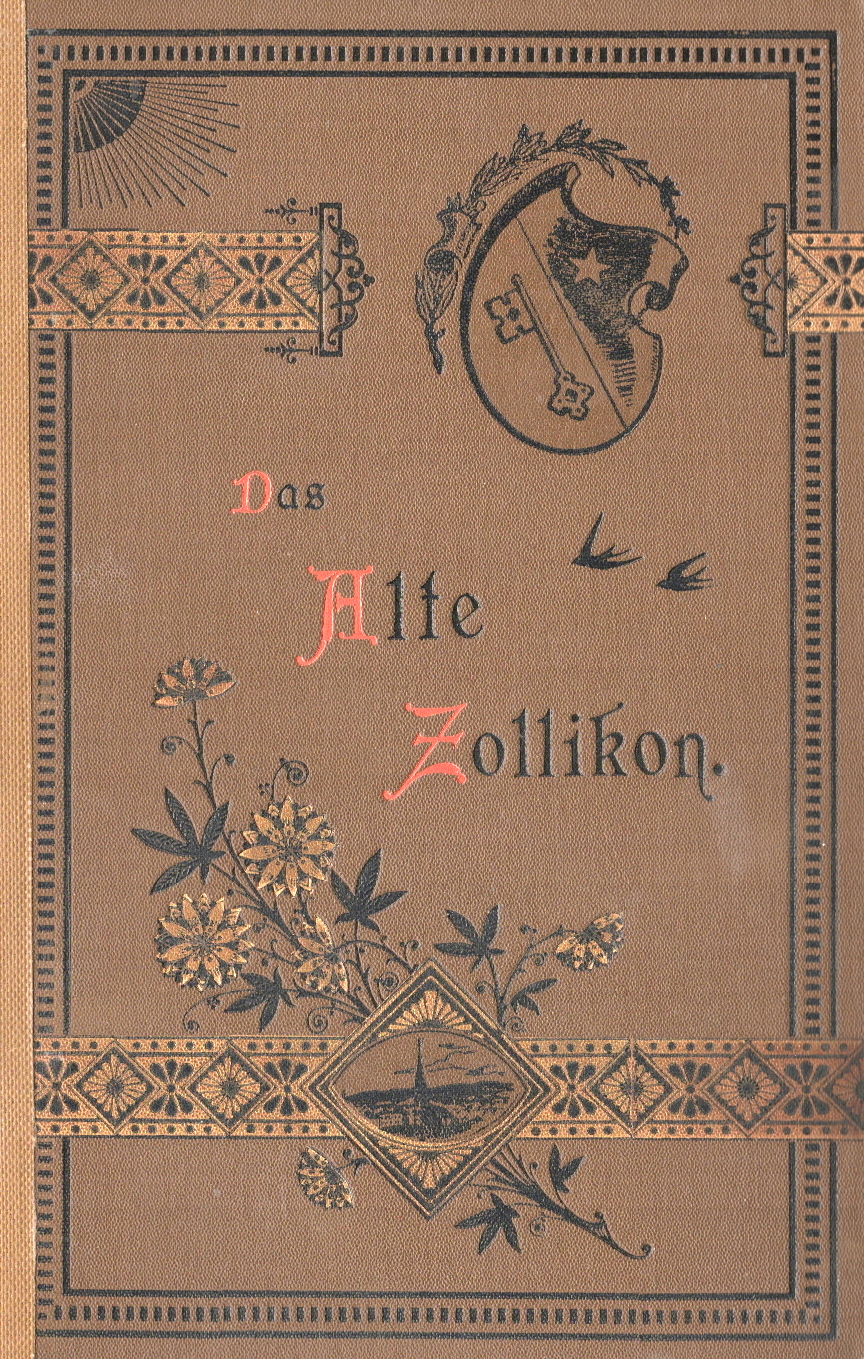
Buchumschlag von «Das alte Zollikon» (1899)
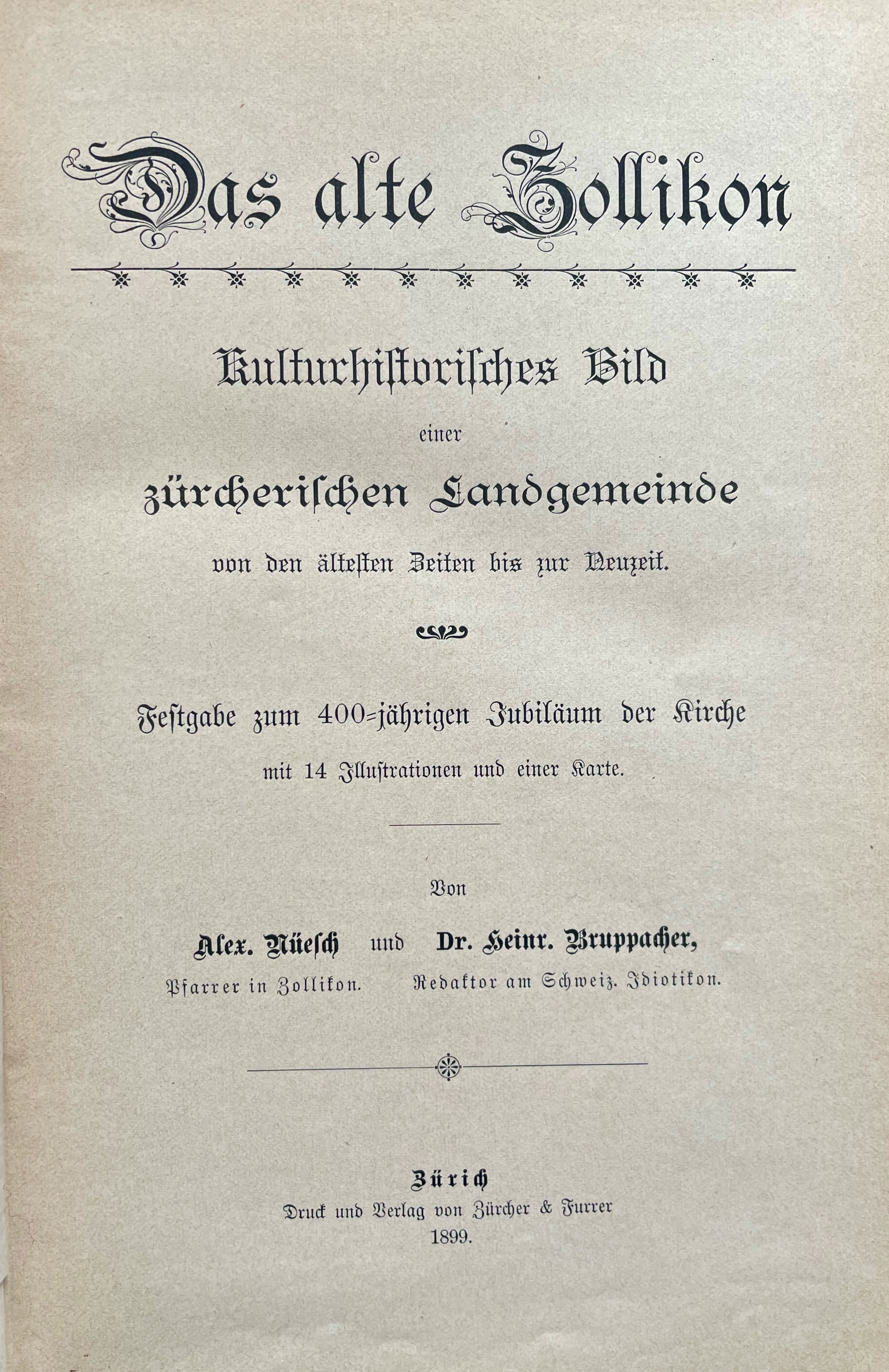
Titelseite
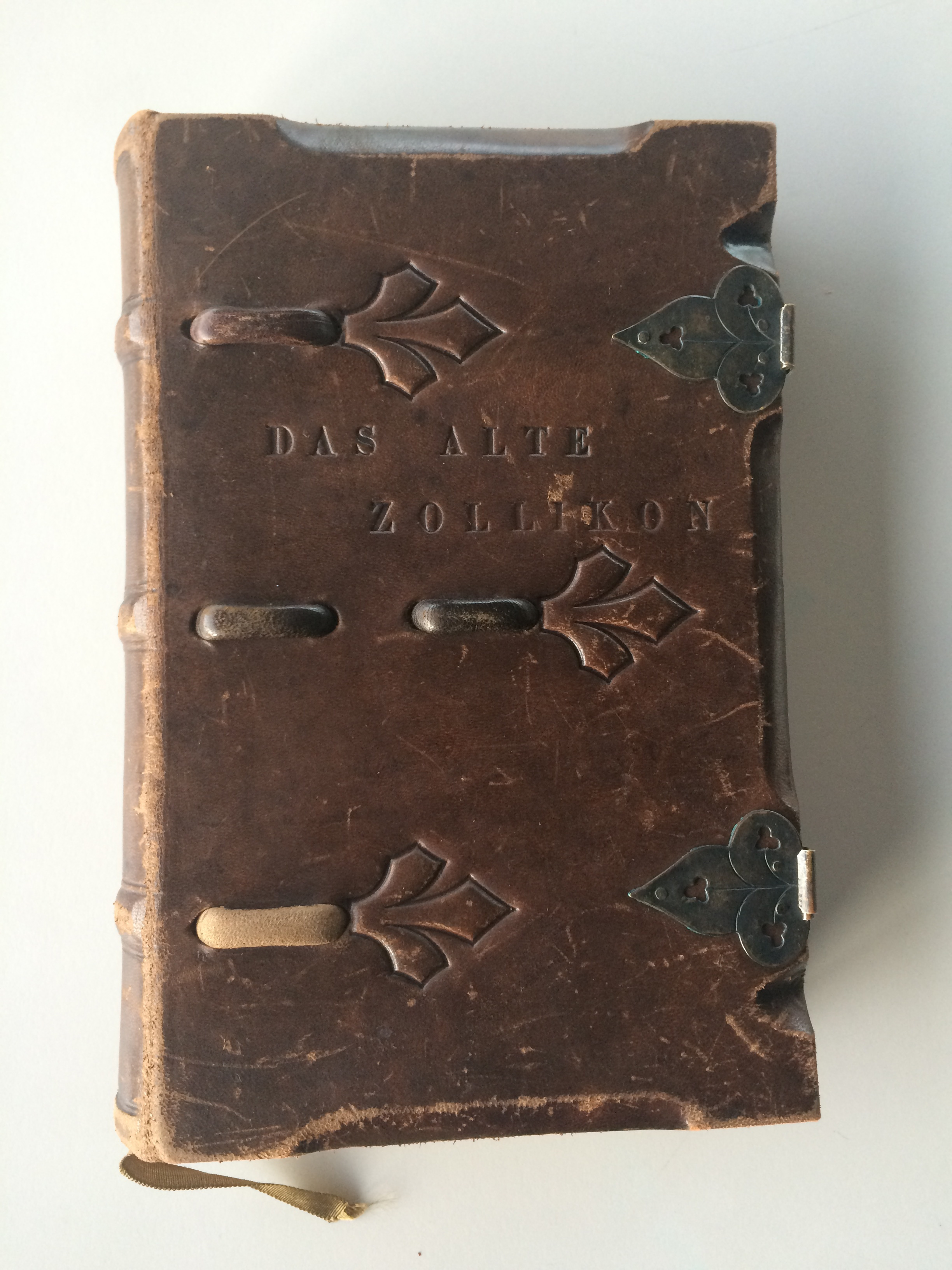
«Das alte Zollikon», Prachtausgabe (1899)

### Weiteres Wirken
Bruppacher arbeitete auch bei der – erst 2013 abgeschlossenen – wissenschaftlichen Ausgabe von Huldrych Zwinglis Schriften mit. Er las Korrektur und verfasste die Worterklärungen in den ersten beiden Bänden.
Dem Archiv für schweizerische Volkskunde sandte er eine Reihe Notizen über das Brauchtum in Zollikon zu, die in den ersten beiden Bänden abgedruckt wurden. Für das Schweizerische Künstler-Lexikon, das ab 1905 herauskam, verfasste er eine grössere Zahl von Künstlerbiographien. Im Zürcher Taschenbuch edierte er unter anderem eine gekürzte Fassung von Josua Malers Selbstbiographie, und in der Zeitschrift Zwingliana publizierte er eine bis heute gültige sprachwissenschaftliche Deutung des Familiennamens «Zwingli».

## Mensch
Bruppacher war, wie es in den Nachrufen heisst, ein vielseitig begabter Gelehrter von zugleich bescheidenem Charakter. Dank seiner umfassenden Exzerpiertätigkeit für das Schweizerische Idiotikon waren ihm unter anderem die Erbauungsliteratur aus dem 16., 17. und 18. Jahrhundert, die Chroniken von Ägidius Tschudi, Johannes Stumpf, Valerius Anshelm, Gerold Edlibach, Heinrich Bullinger und Johann Jakob Wick, die Aktensammlungen zur Zürcher Reformation und der Alten Eidgenossenschaft sowie die naturkundlichen Werke von Conrad Gessner bestens vertraut. Zuletzt fing er an, sich in die Schriften Jacob Burckhardts zu vertiefen.
Bruppacher war ein tief religiöser Mensch, der jeden Sonntag die Kirche besuchte. Den rund fünf Kilometer langen Arbeitsweg von Zollikon nach Zürich legte er Morgen für Morgen zu Fuss zurück – im Büro traf er im Sommer spätestens um halb sieben, im Winter um halb acht ein –, und am Mittag ging er wieder zu Fuss nach Hause, um sich dem Ausschreiben von Quellen und seinen anderen Studien zu widmen. Das Alte war ihm lieber als das Neue, und er tat sich schwer damit, dass eine neue Zeit auch neue Anforderungen an den Staat, die Kirche und die Gemeinde stellte. Alles in allem verbanden sich ein schroffes und misstrauisches Auftreten sowie «hypochondrische Anwandlungen» mit Gelehrsamkeit, Fleiss, Treue und «Christenhoffnung» zu einer «kräftigen, originellen Persönlichkeit».

## Publikationen (Auswahl)
- zahlreiche Artikel im Schweizerischen Idiotikon, Bände III–VI.
- Versuch einer Lautlehre der oskischen Sprache. Dissertation Universität Zürich, 1869.
- Editionen und Artikel im Zürcher Taschenbuch (ZTB), nämlich: Josua Maler. Selbstbiographie eines Zürcherischen Pfarrers aus der zweiten Hälfte des 16. Jahrhunderts (ZTB 1885 und 1886), Schweizerreise eines jungen Bauern vom Zürichsee im Jahre 1805 (ZTB 1904), Zürcherische Ehekontrakte von 1441 bis 1830 (ZTB 1906).
- volkskundliche Hinweise im Archiv für schweizerische Volkskunde (AfV), nämlich Brot anschneiden (AfV I 77), Das Taschenmesser im Aberglauben (AfV I 165), Weidgang in Zollikon (Kanton Zürich) bis 1828 (AfV II 63), Nahrungsverhältnisse (AfV II 63), Kirchliche Gebräuche (AfV II 64).
- Der Rückgang der Zürcher Mundart in den letzten 50 Jahren. Vortrag, gehalten in der Gesellschaft für deutsche Sprache. In: Neue Zürcher Zeitung, Nr. 171–173, 1895 (Digitalisat).
- (mit Alexander Nüesch:) Das alte Zollikon. Kulturhistorisches Bild einer zürcherischen Landgemeinde von den ältesten Zeiten bis zur Neuzeit. Festgabe zum 400-jährigen Jubiläum der Kirche. Zürich 1899.
- Ueber Personen- und Familiennamen, mit Beziehung auf das Mittelhochdeutsche Namenbuch von Ad. Socin, Basel 1903. Vortrag von Dr. H. Bruppacher, gehalten in der Gesellschaft für deutsche Sprache, den 25. September 1903. Buchdruck der Neuen Zürcher Zeitung, Zürich 1903.
- Der Familienname Zwingli. In: Zwingliana 2 (1905), S. 33–36 (Digitalisat).
- Zur Geschichte des Schweizerischen Idiotikons. In: Feuilleton der Zürcher Wochen-Chronik 17 (1906), S. iii–iv, vii–ix, xii–xiii, und 19 (1906), S. ii–vi.
- Artikel im Schweizerischen Künstler-Lexikon über Johannes Bleuler, Johann Heinrich Bleuler, Heinrich Bruppacher (Medailleur und Kupferstecher), Heinrich Bruppacher (Zeichner und Maler),[17] Jakob Bruppacher, die beiden Johann Caspar Bruppacher (Vater und Sohn), Hans Ulrich Bruppacher, Thomas Frizzoni, Wilhelm Georgy und David Herter.

## Fussnoten
1. ↑  Wo sonst keine Quellenangabe steht, stammen die Informationen in diesem Artikel aus den Nachrufen, die untenstehend aufgeführt werden, und aus dem Jahresbericht 1906 des Schweizerischen Idiotikons.
2. ↑  Rechenschaftsbericht des Schweizerischen Idiotikons an die Mitarbeiter, abgestattet von der Central-Commission im Herbst 1868, S. 60 f. (Digitalisat).
3. 1 2 3  [Hermann Blattner:] † Dr. Heinrich Bruppacher. In: Sonntagsblatt der Basler Nachrichten, 1. Juli 1906, S. 101 f., hier S. 102.
4. 1 2  [Hermann Blattner:] † Dr. Heinrich Bruppacher. In: Sonntagsblatt der Basler Nachrichten, 1. Juli 1906, S. 101 f., hier S. 101.
5. ↑  Protokoll im Archiv des Schweizerischen Idiotikons.
6. ↑  Bruppacher Heinrich, Bruppacher, Heinrich (jun.), Hans Bruppacher – Matrikeledition der Universität Zürich.
7. ↑  Laut einem Brief von Bruppacher an Staub vom 26. «Christm.» 1876 (Archiv des Schweizerischen Idiotikons).
8. ↑  Artikel Brōt im Schweizerischen Idiotikon, Band V, Spalte 923–993.
9. ↑  Vgl. hierzu die gegen vierzig Jahre früher von Friedrich Staub verfasste Schrift Das Brot im Spiegel schweizerdeutscher Volkssprache und Sitte. Lese schweizerischer Gebäckenamen. Aus den Papieren des Schweizerischen Idiotikons. Leipzig 1868 (Digitalisat).
10. ↑  H[einrich] Br[uppacher]: Zur Geschichte des Schweizerischen Idiotikons. In: Feuilleton der Zürcher Wochen-Chronik 17 (1906), S. iii–iv, vii–ix, xii–xiii, und 19 (1906), S. ii–vi; hier Nr. 19, S. vi.
11. ↑  Christoph Landolt: Eine Kurzausgabe des Schweizerdeutschen Wörterbuchs? Zusammenfassung einer Machbarkeitsstudie. In: Schweizerdeutsches Wörterbuch. Bericht über das Jahr 2003. Zürich 2004, S. 23–37 (Digitalisat). Der Bericht referiert eine im gleichen Jahr erarbeitete Machbarkeitsstudie.
12. ↑  C. D.: [Besprechung von] Das alte Zollikon. In: Neue Zürcher Zeitung, Morgenblatt vom 28. März 1899, S. 1 f.
13. 1 2 3  A[lexander] N[üesch]: †  Dr. Heinrich Bruppacher. In: Zürcher Wochen-Chronik, 9. Juni 1906, Nr. 23, S. 178 f., hier S. 179.
14. ↑  Hier ist der Nachruf etwas geschönt, denn im Archiv des Schweizerischen Idiotikons finden sich Protokolleinträge, in denen Bruppacher vorgeworfen wird, weniger zu arbeiten, als abgemacht sei, und Notizen, in denen sein Zu-spät-Kommen oder gar «Schwänzen» moniert wird.
15. ↑  [Hermann Blattner:] † Dr. Heinrich Bruppacher. In: Sonntagsblatt der Basler Nachrichten, 1. Juli 1906, S. 101 f.
16. ↑  Von seinen Schülern scheint Bruppacher teilweise wenig geschätzt worden zu sein, wie ein im Archiv des Schweizerischen Idiotikons erhaltenes anonymes Schmähgedicht unter dem Titel «Der lächerliche Gelehrte» zeigt.
17. ↑  Laut Historisch-Biographischem Lexikon der Schweiz, Band II, S. 380 dürfte es sich bei den beiden gleichnamigen Künstlern um die identische Person handeln.

| Personendaten    | Personendaten                                      |
| ---------------- | -------------------------------------------------- |
| NAME             | Bruppacher, Heinrich                               |
| KURZBESCHREIBUNG | Schweizer Altphilologe, Germanist und Volkskundler |
| GEBURTSDATUM     | 30. März 1845                                      |
| GEBURTSORT       | Zollikon                                           |
| STERBEDATUM      | 29. Mai 1906                                       |
| STERBEORT        | Zollikon                                           |